# Ilias Vrioni
Ilias Vrioni (ur. 1882 w Beracie, zm. 12 marca 1932 w Paryżu) – polityk i dyplomata albański, bej.

## Życiorys
Kształcił się w Beracie i Stambule. W Stambule związał się z albańskim ruchem narodowym. Sygnatariusz deklaracji niepodległości Albanii w 1912 r. W 1920 r. był delegatem na kongres w Lushnji. Od 19 listopada 1920 r. premier Albanii ze stronnictwa wielkich posiadaczy ziemskich, skupionych wokół Partii Postępu. Jego rząd został obalony przez przeciwników politycznych pod wodzą Ahmeda Zogu już 16 października 1921 r. Vrioni sprawował funkcję premiera jeszcze dwukrotnie: od 31 maja do 10 czerwca 1924 r., a następnie od 24 grudnia 1924 do 6 stycznia 1925. W 1924 r. pełnił także funkcję ministra spraw zagranicznych, był też przedstawicielem Albanii w Londynie. W latach 1924 oraz 1927–1929 pięciokrotnie pełnił urząd ministra obrony. Ostatnie lata życia spędził jako ambasador we Francji. Zmarł nagle w Paryżu 17 marca 1932 roku w wieku zaledwie 50 lat.
W latach dwudziestych została mu przyznana francuska Legia Honorowa, był także odznaczony Orderem Skanderbega.